# Nederlandsche Amateur Fotografen Vereeniging

Jubileumtentoonstelling NAFV, 1912

De Nederlandsche Amateur Fotografen Vereeniging of Nederlandse Amateur Fotografen Vereniging (NAFV) was een vereniging voor amateurfotografen die in 1887 werd opgericht. Onder amateurfotografen of liefhebbers werd verstaan: zij 'die het maken en verkoopen van fotografieën niet als beroep uitoefenen'.
Vakfotografen die zich wilden onderscheiden van de amateurfotografen richtten in 1902 de Nederlandsche Fotografen Kunstkring (NFK) op. Toch werd op initiatief van de NAFV op 5 juni 1910 een vergadering belegd om te komen tot de oprichting van een overkoepelend orgaan waarin amateur- en vakverenigingen zouden samenwerken. Hierin was ook de NKF vertegenwoordigd. Uiteindelijk werd in 1911 de Bond van de Nederlandsche Fotografen Vereenigingen (BNFV) opgericht. Het doel was het “behartigen van gezamelijke belangen der aangesloten Vereenigingen en de bevordering der lichtbeeldkunst in het algemeen.” Deze bond was geen lang leven beschoren. Al op 6 april 1914 bleek tijdens de BNFV-vergadering dat een meerderheid van de aanwezigen voor opheffing van de bond was. Ondanks dat er geen absolute meerderheid voor afschaffing was en de bond daardoor niet statutair kon worden opgeheven, lijkt er daarna geen sprake meer van enige activiteit.
In 1937 vierde de vereniging haar gouden jubileum met een tentoonstelling in Arti et Amicitiae te Amsterdam.
In 1987 vierde de vereniging haar honderdjarig bestaan en verscheen het boek Honderd jaar georganiseerde amateurfotografie.

## Leden
Tot de vroege leden behoorden onder anderen:  Adriaan Boer, Bernard Eilers, Helena Goude, Joh. Huijsser, W.H. Idzerda, Ernst A. Loeb, H. van der Masch Spakler (mede-oprichter en bestuurslid) en Berend Zweers.

## Lokale verenigingen, landelijk orgaan
Naast de NAFV bestonden er ook diverse lokale Amateur Fotografen Verenigingen, zoals de AAFV, De Amsterdamsche Amateur Fotografen Vereniging en de HAFV, de Haarlemse Amateur Fotografen Vereniging, etc. Het tijdschrift Focus was het officiële orgaan van de Rotterdamsche AFV en van de Haagse AFV. Ook  voor de NAFV werd Focus vanaf 1917 haar verenigingsorgaan. In 1924 zou de NAFV, na enige weerwil vanwege vermeende concurrentie, lid worden van de BNAFV, de Bond van Nederlandsche Amateur Fotografen Vereenigingen (1922).

## Collectie NAFV en BNAFV
Een deel van de vroege fotografie in de collectie van de Universiteitsbibliotheek van de Universiteit Leiden, voorheen bekend als de collectie van het Leids Prentenkabinet, is afkomstig van de NAFV en de BNAFV.